# Somme
|  | Per a altres significats, vegeu «Somme (desambiguació)». |

El Somme (80) és un departament francès situat a la regió dels Alts de França. Deu el seu nom al Somme, el principal riu que transcorre pel seu territori.